# Gerry Hannahs
 Gerry Hannahs (né le 6 mars 1953 à Binghamton, New York, États-Unis) est un ancien lanceur gaucher de baseball ayant joué dans les Ligues majeures de 1976 à 1979.

## Carrière
Gerry Hannahs signe avec les Expos de Montréal en 1974 et s'aligne avec l'équipe en 1976 et 1977. Il joue ensuite deux ans (1978-1979) pour les Dodgers de Los Angeles.
Il a pris part à 16 parties, dont 14 départs et 4 présences en relève, lançant 71 manches au niveau majeur. Sa fiche victoires-défaites fut de 3-7 avec 42 retraits sur des prises et une moyenne de points mérités de 5,07.
En 1976, il réussit la première saison de 20 victoires par un lanceur de l'organisation des Expos de Montréal, existante depuis 1969. Hannahs remporte 20 de ses 26 décisions pour le club-école de classe AA de l'équipe, les Carnavals de Québec de la Ligue Eastern, ce qui lui valut en septembre une promotion avec le grand club, avec qui il remporta 2 victoires en 3 sorties.